# مارتن كنودسن
مارتن هانز كريستيان كنودسن (بالدنماركية: Martin Knudsen)‏ (ولد 15 فبراير 1871 في هانزمارك (الدنمارك) ، توفي في 27 مايو 1949 في كوبنهاغن) هو فيزيائي دنماركي، درس و وأجرى بحوثه في الجامعة التقنية في الدنمارك.
معروف خصوصا بدراسته للتدفقات الجزيئية للغاز ، ووضع خلية كنودسن، عنصر رئيسي في نظام التناضد بالقدف الجزيئي.

## سيرة
تلقى كنودسن الميدالية الذهبية من الجامعة في عام 1895 وشهادة الماجستير في الفيزياء في العام التالي. أصبح أستاذ الفيزياء في الجامعة في عام 1901 وأستاذ محاضر في الجامعة في عام 1912 و أستاد مكان كريستيانسن (1843-1917) عندما تقاعد هذا الأخير . وبقي في هذا المنصب حتى تقاعده في عام 1941.
اشتهر كنودسن من خلال عمله على نظرية الظواهر الحركية الجزيئية للغازات في الضغط المنخفض . وضع أيضا معادلة كنودسن، عدد كنودسن، وجهازين : النانومتر المطلق لكنودسن وجهاز قياس كنودسن. كتابه، نظرية الحركية للغازات (لندن، 1934)، يصف نتائج بحوثه الرئيسية.
كما شارك كنودسن في فيزياء علم البحار ، حيث وضع أساليب وخصائص محددة للتدفق البحري. ونشر أيضا الجداول الهيدروليكية (كوبنهاغن-لندن، 1901).
تم مكافأته على عمله من خلال الحصول على وسام الكسندر أغاسيز التابع للأكاديمية الوطنية للعلوم الأمريكية في عام 1935.
شارك مارتن هانز كريستيان كنودسن في مؤتمر سولفاي الخامس للفيزياء سنة 1927.
| المشاركون في مؤتمر سولفاي الخامس للفيزياء سنة 1927 انقر على وجه كل عالم للمزيد |
| الصف الخلفي (من اليسار إلى اليمين): أوغوست بيكارد، إيميل هنريوت، بول إهرنفست، إدوارد هرتزن، تيوفيل دو دوندر، إروين شرودنغر، يولس-إيميل فيرشافت، فولفغانغ باولي، فيرنر هايزنبيرغ، رالف فاولر، ليون برويون. |
| الصف في الوسط (من اليسار إلى اليمين):بيتر ديباي، مارتن كنودسن، وليم لورنس براغ، هندريك أنتوني كرامرز، بول ديراك، آرثر كومبتون، لويس دي بروي، ماكس بورن، نيلز بور.                                         |
| الصف الأمامي (من اليسار إلى اليمين):إرفينغ لانغموير، ماكس بلانك، ماري كوري، هندريك أنتون لورنتس، ألبرت أينشتاين، بول لانجفان، تشارلز أوجين غاي، تشارلز ويلسون، أوين ريتشاردسون.                           |